# Super Mario World 2: Yoshi's Island
Super Mario World 2: Yoshi's Island (Sūpā Mario Yosshī Airando, Super Mario: Yoshi Island i Japan) är ett plattformsspel utvecklat av Nintendo till Super Nintendo. I spelet styrs Yoshi istället för Mario, som i spelet är en bebis, Baby Mario resp. Baby Luigi (ej med i detta spel).

## Handling
En stork färdas med två knytten med bäbisar över havet när plötsligt Kamek (en Magikoopa) kommer och stjäl en av bebisarna (Baby Luigi). Baby Mario ramlar då ner på en ö i mitten av havet som heter "Yoshi's Island". Han landar på en grön Yoshi och tillsammans försöker Mario och Yoshi-klanen att rädda Baby Luigi och storken från Baby Bowser och Kamek.

## Grafik
Spelet använder Super FX 2-chipet för att visa relativt avancerade effekter.

## Uppföljare och nyproduktioner
1998 släppte Nintendo en uppföljare, Yoshi's Story, till Nintendo 64.
2002 släpptes Super Mario World 2: Yoshi's Island till Game Boy Advance som Super Mario Advance 3. Spelet innehåller 2 extra-banor varav en är hemlig.
1. 1 2 3  MobyGames.[källa från Wikidata]
2. ↑  GameFAQs.[källa från Wikidata]
3. ↑  MobyGames.[källa från Wikidata]